# شیطان در می‌زند
شیطان در می‌زند فیلمی به کارگردانی و نویسندگی اسماعیل ریاحی محصول سال ۱۳۴۳ است.

## خلاصه داستان
بین دو رانندهٔ کامیون اختلافی درمی‌گیرد. یکی از آنها که به شدت ناراحت است در جاده کودکی را زیر می‌گیرد، راننده میانسال که گمان دارد مقصر واقعی اوست، ابتدا قصد گریز دارد اما بعد خود را تسلیم قانون می‌کند. بالاخره حقیقت آشکار شده و رقیب او که کارهای غیرقانونی انجام می‌دهد گرفتار می‌شود.

## بازیگران
- آرمان
- شهلا ریاحی
- عبداله بوتیمار
- لطف‌الله راد
- رضا بیک ایمانوردی
- هاله
- حسین جهانگیری
- رضا شفیع
- علی میری
- حسن درگزنی
- مینو شفیع